# 2016 في كوريا الجنوبية
فيما يلي قوائم الأحداث التي وقعت خلال عام 2016 في كوريا الجنوبية.

## أحداث
- 9 ديسمبر – سحب الثقة عن باك غن هي

## سياسة

### تعيين في المنصب
- 30 مايو – سيم سانغ يانغ عضو الجمعية الوطنية الكورية الجنوبية  [لغات أخرى]‏.

### انتهاء فترة المنصب
- 29 مايو – مون جاي إن عضو الجمعية الوطنية الكورية الجنوبية  [لغات أخرى]‏.

## ظهور
- 1 يناير – بلاكبينك
- 1 يناير – كارد
- 2 أغسطس – سامسونج جالكسي نوت 7 هاتف ذكي من سامسونج.
- 1 نوفمبر – مومولاند

## أفلام
من الأفلام التي صدرت هذه السنة في كوريا الجنوبية:
- 3 فبراير – المدعي العنيف من إخراج لي إيل هيونغ [الإنجليزية]‏.
- 13 مايو – قطار بوسان من إخراج يون سانغ-هو.
- 14 مايو – الخادمة من إخراج بارك تشان ووك.
- 25 أغسطس – ملكة الجريمة
- 12 سبتمبر – أسورا: مدينة الجنون من إخراج كيم سونغ سو [الإنجليزية]‏.

## برامج ومسلسلات وأنمي
- ستار كينغ